# اریخ فاس
اریخ فاس (انگلیسی: Erich Fäs) دوچرخه‌سوار اهل سوئیس بود. وی در بازی‌های المپیک تابستانی ۱۹۲۸ شرکت کرده‌است.